# Hippeastrum breviflorum
Hippeastrum breviflorum é uma espécie de planta  da família Amaryllidaceae. É encontrada apenas no Brasil, no estado do Rio Grande do Sul.